# Antilope nilgaut
Boselaphus tragocamelus
 (mars 2021).
Si vous disposez d'ouvrages ou d'articles de référence ou si vous connaissez des sites web de qualité traitant du thème abordé ici, merci de compléter l'article en donnant les références utiles à sa vérifiabilité et en les liant à la section « Notes et références ».
Genre
Espèce
Statut de conservation UICN

 LC  : Préoccupation mineure
Statut CITES
L'Antilope nilgaut (Boselaphus tragocamelus) est une espèce de bovidés qui se rencontre en Inde. Elle est la seule espèce du genre Boselaphus. La robe du mâle est grise ou gris-bleu ; celle de la femelle est rousse. C'est un animal farouche qui vit en petit groupe (de 4 à 20 individus) ou en solitaire parfois comme chez un mâle adulte et qui se fie à ses sens aiguisés pour fuir les prédateurs comme le tigre. Le nilgaut est la plus grande antilope indienne.

## Étymologie
Le mot « nilgaut » est composé de deux mots sanskrits : « nîla » (bleu) et « gov » (vache).

## Morphologie
Cette espèce a une longueur allant de 1,80 à 2,10 m. Les femelles ont une taille au garrot allant de 1,20 à 1,40 m pour un poids de 120 à 180 kg. Les mâles, plus grands, mesurent 1,30 à 1,50 m au garrot pour un poids allant de 200 à 300 kg.
Les pattes antérieures sont plus longues que les postérieures. Le poil des membres est gris foncé, il comporte un rond blanc juste au-dessus des boulets. Le mâle possède une touffe de poils au niveau de la gorge ainsi que des petites cornes arrondies de 20 cm de long. La queue, quant à elle, mesure de 40 à 45 cm de longueur.

## Physiologie
L'Antilope nilgaut atteint la maturité sexuelle à l'âge de 18 mois. La gestation de cette espèce dure de 8 à 9 mois, une portée compte un à trois petits, le plus souvent deux, qui naissent entre les mois de juin et octobre.
La longévité moyenne de l'antilope nilgaut est de 21 ans.
L'Antilope nilgaut est une antilope assez rapide, avec une vitesse de croisière de 25 km/h, une vitesse moyenne de 48 km/h et une vitesse de pointe atteignant 75 km/h.

## Répartition
Cette espèce vit dans les steppes herbeuses et forêts claires de la péninsule indienne.

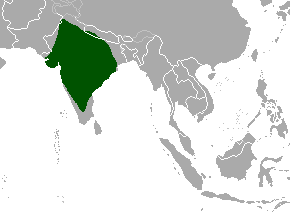
Aire de répartition du nilgaut

## Régime alimentaire
Le régime alimentaire de l'antilope nilgaut est composé d'herbes, de feuilles et de fruits. Cette espèce se nourrit principalement à l'aube et le soir.

## Prédateurs
Les prédateurs de l'antilope nilgaut sont le Tigre, le Lion d'Asie, la panthère, le dhole, le loup, le crocodile et l'être humain.

## Galerie

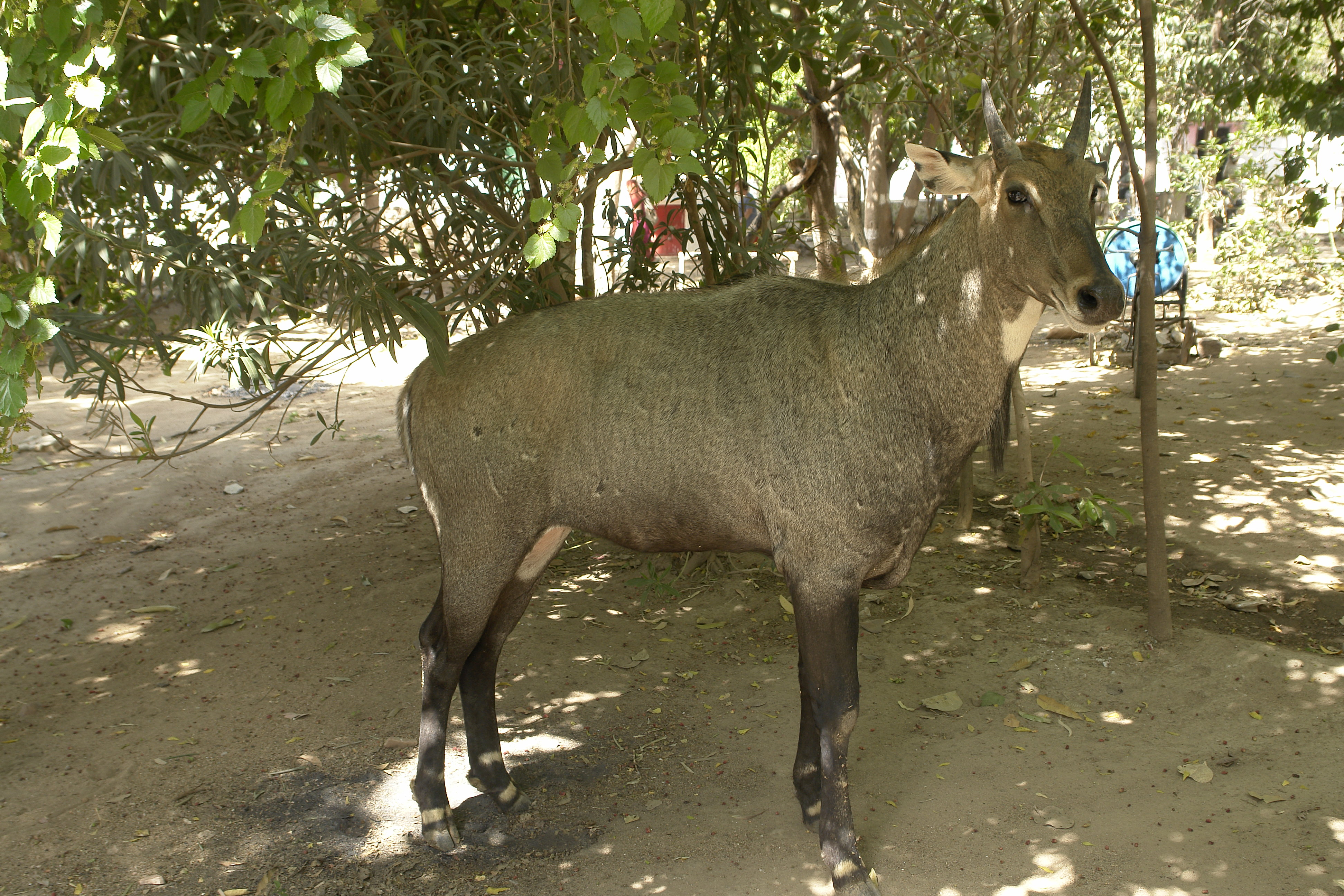
Antilope nilgaut apprivoisée, mâle, Lakeshwari, district de Gwalior
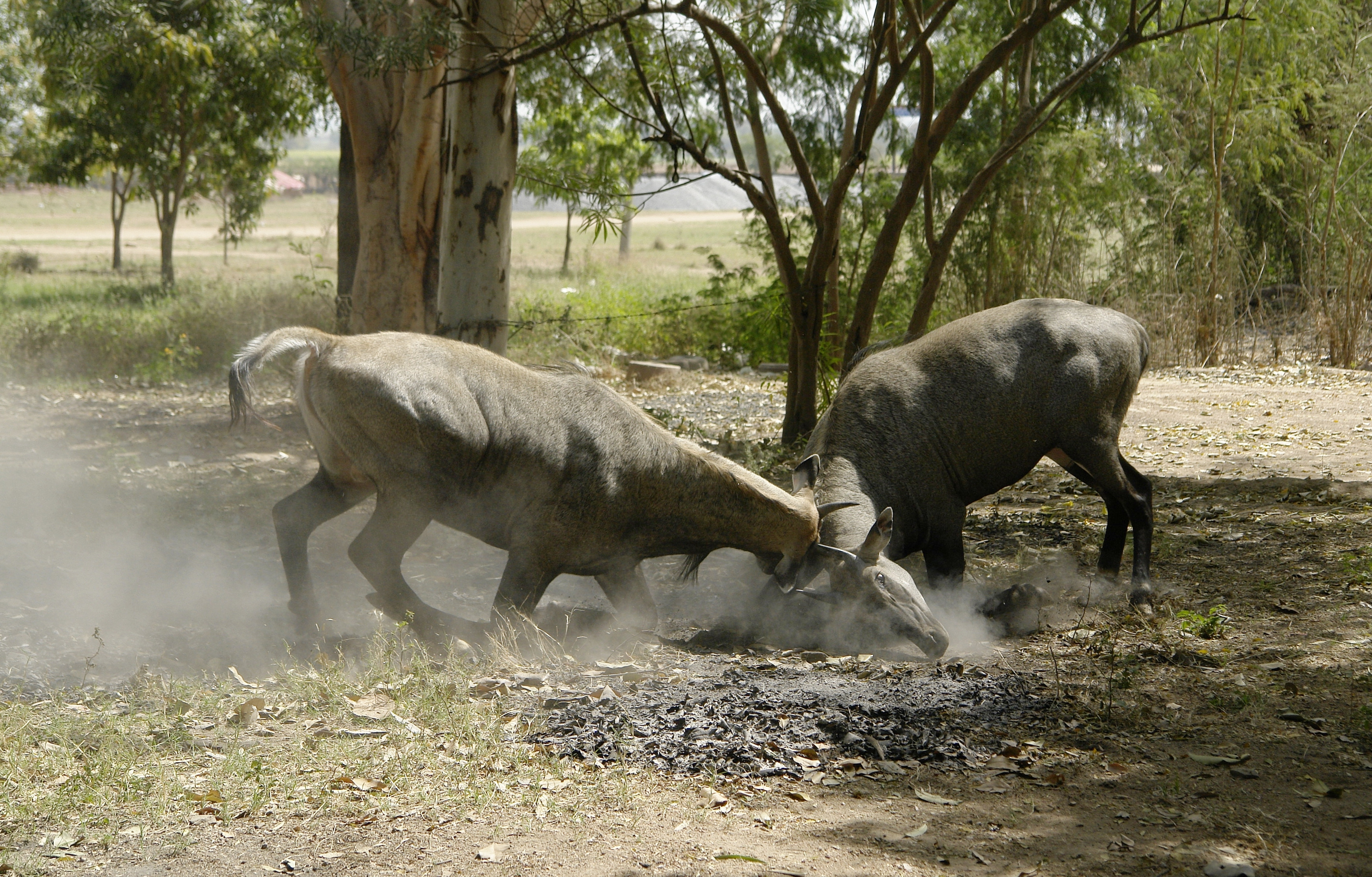
Mâles en combat
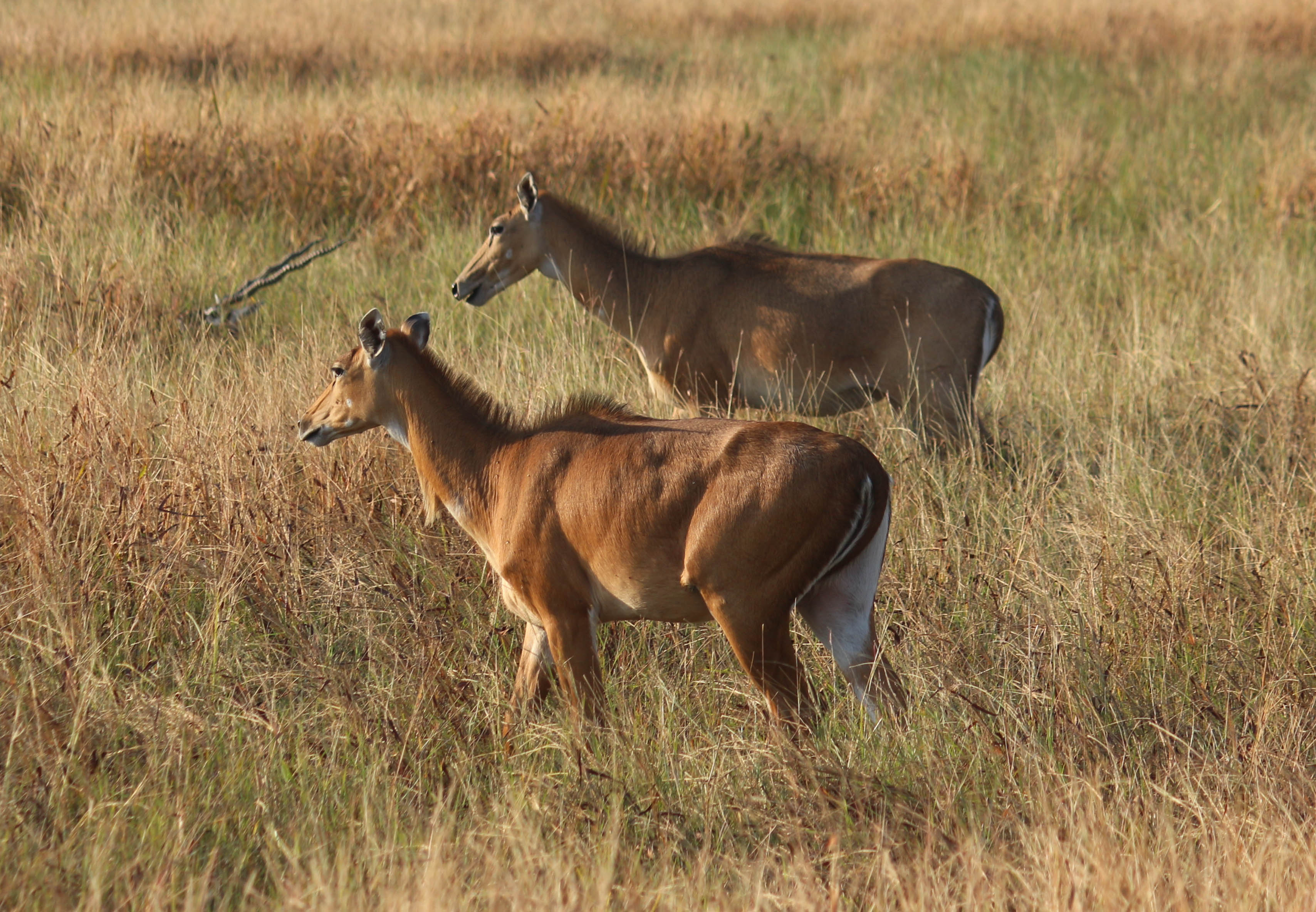
Femelles dans le parc national de Velavadar, état du Gujarat
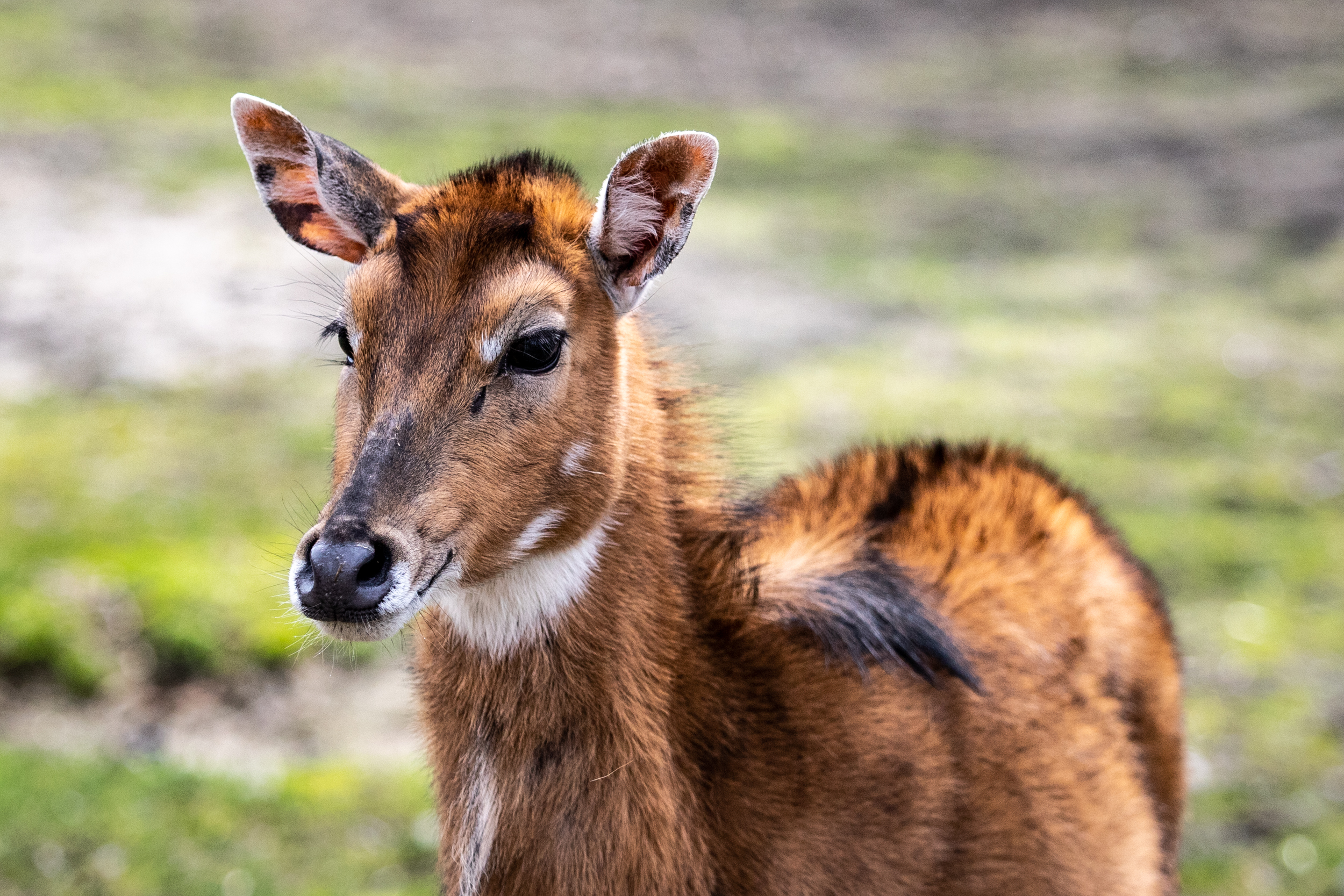
Zoo de Kiev

### GenreBoselaphus
- (en) Mammal Species of the World (3e  éd., 2005) :  Boselaphus
- (en) CITES : Boselaphus tragocamelus (Pallas, 1766)  (+ répartition sur Species+) (consulté le 11 mai 2015)
- (fr) CITES : taxon  Boselaphus tragocamelus (sur le site du ministère français de l'Écologie) (consulté le 11 mai 2015)
- (fr + en) ITIS : Boselaphus Blainville, 1816
- (en) Animal Diversity Web : Boselaphus
- (en) NCBI : Boselaphus (taxons inclus)

### EspèceBoselaphus tragocamelus
- (en) Mammal Species of the World (3e  éd., 2005) :  Boselaphus tragocamelus
- (fr + en) ITIS : Boselaphus tragocamelus (Pallas, 1766)
- (en) Animal Diversity Web : Boselaphus tragocamelus
- (en) NCBI : Boselaphus tragocamelus (taxons inclus)
- (en) UICN : espèce Boselaphus tragocamelus (Pallas, 1766) (consulté le 11 mai 2015)